# 印第安格羅夫 (密蘇里州)
印第安格羅夫（英語：Indian Grove）是位於美國密蘇里州沙里頓縣的非建制地區。

## 歷史
印第安格羅夫的郵局於1878年設立，其後於1906年停運。

## 地理
印第安格羅夫所處的海拔為高於海平面243米（即797英呎），而該地所採用的時區為UTC-6，即北美中部時區（CST）。同時該地設有夏令時間，為UTC-6調快一小時，即UTC-5（CDT）。